# Segunda División de España 1980-81
La temporada 1980–81 de la Segunda División de España de fútbol corresponde a la 50.ª edición del campeonato y se disputó entre el 7 de septiembre de 1980 y el 24 de mayo de 1981.
El campeón de Segunda División fue el CD Castellón.

## Sistema de competición
La Segunda División de España 1980/81 fue organizada por la Federación Española de Fútbol (RFEF).
El campeonato contó con la participación de 20 clubes y se disputó siguiendo un sistema de liga, de modo que todos los equipos se enfrentaron entre sí, todos contra todos en dos ocasiones -una en campo propio y otra en campo contrario- sumando un total de 38 jornadas. El orden de los encuentros se decidió por sorteo antes de empezar la competición.
Los tres primeros clasificados ascendieron directamente a Primera División, y los cuatro últimos clasificados descendieron directamente a Segunda División B.

## Clubes participantes
| Datos de ascensos y descensos con respecto a la temporada anterior |
| --- |
| AD Rayo Vallecano, Burgos CF y CD Málaga descienden de Primera División. Real Murcia, Real Valladolid y Atlético Osasuna ascienden a Primera División. RC Celta de Vigo, RC Deportivo de La Coruña, Gimnástico de Tarragona y Algeciras CF descienden a Segunda División B. Atlético Madrileño, Baracaldo CF, AD Ceuta y Linares CF ascienden a Segunda División. |

| Equipo                                | Ciudad                | Estadio           |
| ------------------------------------- | --------------------- | ----------------- |
| Atlético Madrileño Club de Fútbol     | Madrid                | Vicente Calderón  |
| Baracaldo Club de Fútbol              | Baracaldo             | Lasesarre         |
| Burgos Club de Fútbol                 | Burgos                | El Plantío        |
| Cádiz Club de Fútbol                  | Cádiz                 | Ramón de Carranza |
| Club Deportivo Castellón              | Castellón de la Plana | Castalia          |
| Castilla Club de Fútbol               | Madrid                | Ciudad Deportiva  |
| Agrupación Deportiva Ceuta            | Ceuta                 | Alfonso Murube    |
| Deportivo Alavés                      | Vitoria               | Mendizorroza      |
| Elche Club de Fútbol                  | Elche                 | Nuevo Estadio     |
| Club Getafe Deportivo                 | Getafe                | Las Margaritas    |
| Granada Club de Fútbol                | Granada               | Los Cármenes      |
| Levante Unión Deportiva               | Valencia              | Nuevo Estadio     |
| Linares Club de Fútbol                | Linares               | Linarejos         |
| Club Deportivo Málaga                 | Málaga                | La Rosaleda       |
| Real Oviedo Club de Fútbol            | Oviedo                | Carlos Tartiere   |
| Palencia Club de Fútbol               | Palencia              | La Balastera      |
| Real Racing Club de Santander         | Santander             | El Sardinero      |
| Agrupación Deportiva Rayo Vallecano   | Madrid                | Nuevo Estadio     |
| Real Club Recreativo de Huelva        | Huelva                | Municipal         |
| Centre d'Esports Sabadell Futbol Club | Sabadell              | Nova Creu Alta    |

## Clasificación y resultados

### Clasificación
| Pos. | Equipo                     | Pts. | PJ | G  | E  | P  | GF | GC | Dif. | Clasificación                 |
| ---- | -------------------------- | ---- | -- | -- | -- | -- | -- | -- | ---- | ----------------------------- |
| 1    | C. D. Castellón (C, A)     | 45   | 38 | 15 | 15 | 8  | 45 | 33 | +12  | Ascenso a Primera División    |
| 2    | Cádiz C. F. (A)            | 45   | 38 | 19 | 7  | 12 | 55 | 37 | +18  | Ascenso a Primera División    |
| 3    | Racing de Santander (A)    | 45   | 38 | 18 | 9  | 11 | 48 | 40 | +8   | Ascenso a Primera División    |
| 4    | Elche C. F.                | 45   | 38 | 17 | 11 | 10 | 55 | 44 | +11  |                               |
| 5    | A. D. Rayo Vallecano       | 45   | 38 | 15 | 15 | 8  | 37 | 23 | +14  |                               |
| 6    | C. D. Málaga               | 42   | 38 | 14 | 14 | 10 | 47 | 45 | +2   |                               |
| 7    | C. E. Sabadell F. C.       | 42   | 38 | 16 | 10 | 12 | 45 | 44 | +1   |                               |
| 8    | Deportivo Alavés           | 39   | 38 | 15 | 9  | 14 | 49 | 35 | +14  |                               |
| 9    | Levante U. D.              | 38   | 38 | 15 | 8  | 15 | 36 | 37 | −1   |                               |
| 10   | Real Oviedo C. F.          | 37   | 38 | 11 | 15 | 12 | 37 | 39 | −2   |                               |
| 11   | Castilla C. F.             | 36   | 38 | 14 | 8  | 16 | 50 | 44 | +6   |                               |
| 12   | Linares C. F.              | 36   | 38 | 13 | 10 | 15 | 36 | 42 | −6   |                               |
| 13   | Getafe Deportivo           | 35   | 38 | 10 | 15 | 13 | 41 | 50 | −9   |                               |
| 14   | Atlético Madrileño         | 35   | 38 | 13 | 9  | 16 | 44 | 55 | −11  |                               |
| 15   | Burgos C. F.               | 35   | 38 | 13 | 9  | 16 | 47 | 52 | −5   |                               |
| 16   | R. C. Recreativo de Huelva | 35   | 38 | 12 | 11 | 15 | 33 | 37 | −4   |                               |
| 17   | Granada C. F. (D)          | 33   | 38 | 10 | 13 | 15 | 33 | 45 | −12  | Descenso a Segunda División B |
| 18   | Palencia C. F. (D)         | 32   | 38 | 12 | 8  | 18 | 30 | 37 | −7   | Descenso a Segunda División B |
| 19   | Baracaldo C. F. (D)        | 31   | 38 | 11 | 9  | 18 | 34 | 46 | −12  | Descenso a Segunda División B |
| 20   | A. D. Ceuta (D)            | 29   | 38 | 11 | 7  | 20 | 33 | 50 | −17  | Descenso a Segunda División B |

 Fuente: BDFútbol
Criterios de clasificación: Puntos · Enfrentamientos directos · Diferencia de goles · Goles a favor · Play-off

### Resultados
| Local \ Visitante          | ALV | ATM | BAR | BUR | CAD | CAE | CAI | CEU | ELC | GET | GRA | LEV | LIN | MAL | OVI | PAL | RAC | RAY | REC | SAB |
| -------------------------- | --- | --- | --- | --- | --- | --- | --- | --- | --- | --- | --- | --- | --- | --- | --- | --- | --- | --- | --- | --- |
| Deportivo Alavés           | —   | 4–1 | 2–0 | 1–1 | 1–2 | 0–1 | 1–1 | 2–0 | 1–1 | 2–0 | 1–1 | 1–0 | 4–1 | 3–0 | 1–0 | 3–0 | 3–0 | 1–0 | 3–0 | 2–0 |
| Atlético Madrileño         | 1–2 | —   | 1–0 | 3–2 | 1–1 | 1–0 | 1–3 | 3–0 | 1–0 | 2–2 | 3–1 | 2–3 | 1–1 | 1–2 | 1–0 | 3–0 | 2–1 | 1–1 | 3–0 | 1–1 |
| Baracaldo C. F.            | 2–2 | 1–0 | —   | 1–1 | 2–0 | 2–0 | 2–1 | 2–0 | 0–1 | 4–2 | 2–1 | 1–0 | 1–2 | 3–1 | 0–0 | 2–1 | 0–1 | 0–0 | 2–0 | 1–1 |
| Burgos C. F.               | 0–1 | 0–1 | 1–0 | —   | 4–1 | 0–1 | 1–0 | 1–0 | 1–1 | 0–1 | 1–1 | 1–1 | 3–2 | 2–1 | 1–2 | 2–1 | 4–0 | 2–2 | 3–0 | 1–1 |
| Cádiz C. F.                | 1–0 | 1–0 | 4–0 | 3–0 | —   | 3–2 | 2–1 | 2–0 | 2–0 | 3–0 | 1–0 | 2–0 | 4–1 | 0–1 | 1–1 | 3–1 | 1–2 | 1–1 | 3–1 | 2–3 |
| C. D. Castellón            | 1–1 | 2–0 | 1–0 | 4–1 | 3–1 | —   | 0–0 | 2–1 | 3–0 | 0–0 | 3–1 | 0–1 | 2–1 | 0–0 | 3–1 | 4–2 | 2–0 | 2–0 | 1–1 | 2–1 |
| Castilla C. F.             | 3–2 | 1–1 | 1–0 | 5–1 | 1–2 | 0–0 | —   | 2–1 | 1–2 | 1–1 | 1–0 | 1–2 | 3–0 | 2–0 | 2–1 | 1–0 | 4–1 | 0–2 | 3–1 | 0–1 |
| A. D. Ceuta                | 2–1 | 3–3 | 1–0 | 3–0 | 3–1 | 0–0 | 0–3 | —   | 1–1 | 3–2 | 3–0 | 1–0 | 0–0 | 2–0 | 3–2 | 1–2 | 0–1 | 1–0 | 1–0 | 0–0 |
| Elche C. F.                | 3–2 | 4–0 | 4–1 | 2–1 | 1–2 | 4–0 | 2–1 | 2–0 | —   | 2–1 | 1–1 | 2–0 | 2–0 | 2–2 | 2–1 | 1–1 | 0–4 | 1–1 | 1–0 | 2–3 |
| Getafe Deportivo           | 0–2 | 1–1 | 1–1 | 0–0 | 0–0 | 1–1 | 1–1 | 2–0 | 2–0 | —   | 3–2 | 2–0 | 1–2 | 3–0 | 1–2 | 2–1 | 2–2 | 0–0 | 1–0 | 4–2 |
| Granada C. F.              | 1–0 | 1–0 | 0–0 | 0–1 | 0–0 | 2–1 | 2–1 | 1–1 | 1–1 | 0–0 | —   | 1–0 | 3–1 | 0–0 | 2–0 | 2–0 | 0–0 | 1–3 | 2–1 | 0–1 |
| Levante U. D.              | 2–0 | 3–1 | 1–0 | 2–0 | 1–0 | 1–0 | 0–0 | 2–1 | 2–1 | 2–2 | 0–0 | —   | 1–0 | 2–4 | 2–2 | 1–0 | 2–0 | 0–0 | 0–2 | 0–1 |
| Linares C. F.              | 0–0 | 1–2 | 1–0 | 2–0 | 1–0 | 2–1 | 2–0 | 2–0 | 1–0 | 2–0 | 2–3 | 3–1 | —   | 0–2 | 0–0 | 0–0 | 0–0 | 0–0 | 0–0 | 3–1 |
| C. D. Málaga               | 2–2 | 0–1 | 1–1 | 1–0 | 2–1 | 0–0 | 3–3 | 2–1 | 0–2 | 0–0 | 2–0 | 0–3 | 1–2 | —   | 1–0 | 0–0 | 3–0 | 1–0 | 2–1 | 1–1 |
| Real Oviedo C. F.          | 1–0 | 1–0 | 3–0 | 2–1 | 1–1 | 1–1 | 1–0 | 0–0 | 1–1 | 4–0 | 1–1 | 1–0 | 0–0 | 2–2 | —   | 2–1 | 1–2 | 0–2 | 1–1 | 0–0 |
| Palencia C. F.             | 1–0 | 2–0 | 0–0 | 0–1 | 2–1 | 1–1 | 1–2 | 1–0 | 3–0 | 2–0 | 0–0 | 1–0 | 1–0 | 0–1 | 0–0 | —   | 1–0 | 2–0 | 0–1 | 1–0 |
| Racing de Santander        | 1–0 | 1–1 | 3–0 | 2–3 | 0–1 | 1–1 | 2–1 | 2–0 | 2–2 | 3–0 | 2–0 | 1–0 | 0–0 | 3–2 | 1–0 | 2–0 | —   | 2–1 | 2–1 | 3–0 |
| A. D. Rayo Vallecano       | 1–0 | 3–0 | 3–1 | 2–0 | 1–0 | 0–0 | 2–0 | 2–0 | 0–2 | 1–1 | 1–0 | 0–0 | 3–1 | 0–0 | 1–1 | 2–1 | 0–0 | —   | 1–0 | 1–0 |
| R. C. Recreativo de Huelva | 1–0 | 3–0 | 1–0 | 1–1 | 1–1 | 1–1 | 2–0 | 1–0 | 0–0 | 0–1 | 4–1 | 3–1 | 1–0 | 1–1 | 2–0 | 0–0 | 0–0 | 1–0 | —   | 0–1 |
| C. E. Sabadell F. C.       | 2–0 | 3–0 | 3–2 | 1–5 | 0–1 | 1–1 | 1–0 | 3–0 | 1–2 | 2–1 | 3–1 | 0–0 | 1–0 | 3–5 | 0–1 | 1–0 | 2–1 | 0–0 | 0–0 | —   |

## Resumen
Campeón de Segunda División:
| - Club Deportivo Castellón |

Ascienden a Primera División:
| - Club Deportivo Castellón | - Cádiz Club de Fútbol | - Real Racing Club de Santander |

Descienden a Segunda División B: 
| - Granada Club de Fútbol | - Palencia Club de Fútbol | - Baracaldo Club de Fútbol | - Agrupación Deportiva Ceuta |